# 데클렛
데클렛(declet)은 10 비트를 나타내는 그리 유명하지 않은 정보 단위 중 하나다.